# تكتيرت نكرامن (أزغار ستي)
تكتيرت نكرامن هو دُوَّار يقع بجماعة أوريكة، إقليم الحوز، جهة مراكش آسفي في المملكة المغربية. ينتمي الدوّار لمشيخة أزغار ستي التي تضم 22 دوار. يقدر عدد سكانه بـ 1516 نسمة حسب الإحصاء الرسمي للسكان والسكنى لسنة 2004.

## روابط خارجية
- البوابة الوطنية للجماعات الترابية نسخة محفوظة 12 مارس 2018 على موقع واي باك مشين.
- المندوبية السامية للتخطيط